# Ptilodontosia crenulata
Ptilodontosia crenulata är en fjärilsart som beskrevs av George Francis Hampson 1896. Ptilodontosia crenulata ingår i släktet Ptilodontosia och familjen tandspinnare. Inga underarter finns listade.